# Yom HaAtzmaut

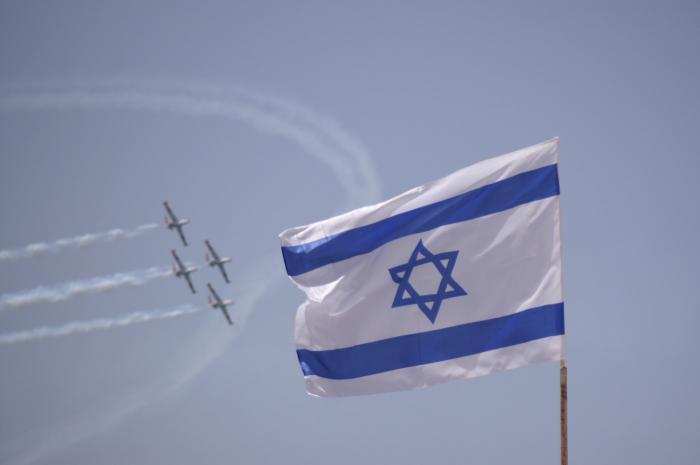
Bandeira de Israel durante as comemorações do Yom HaAtzmaut, em 2009.

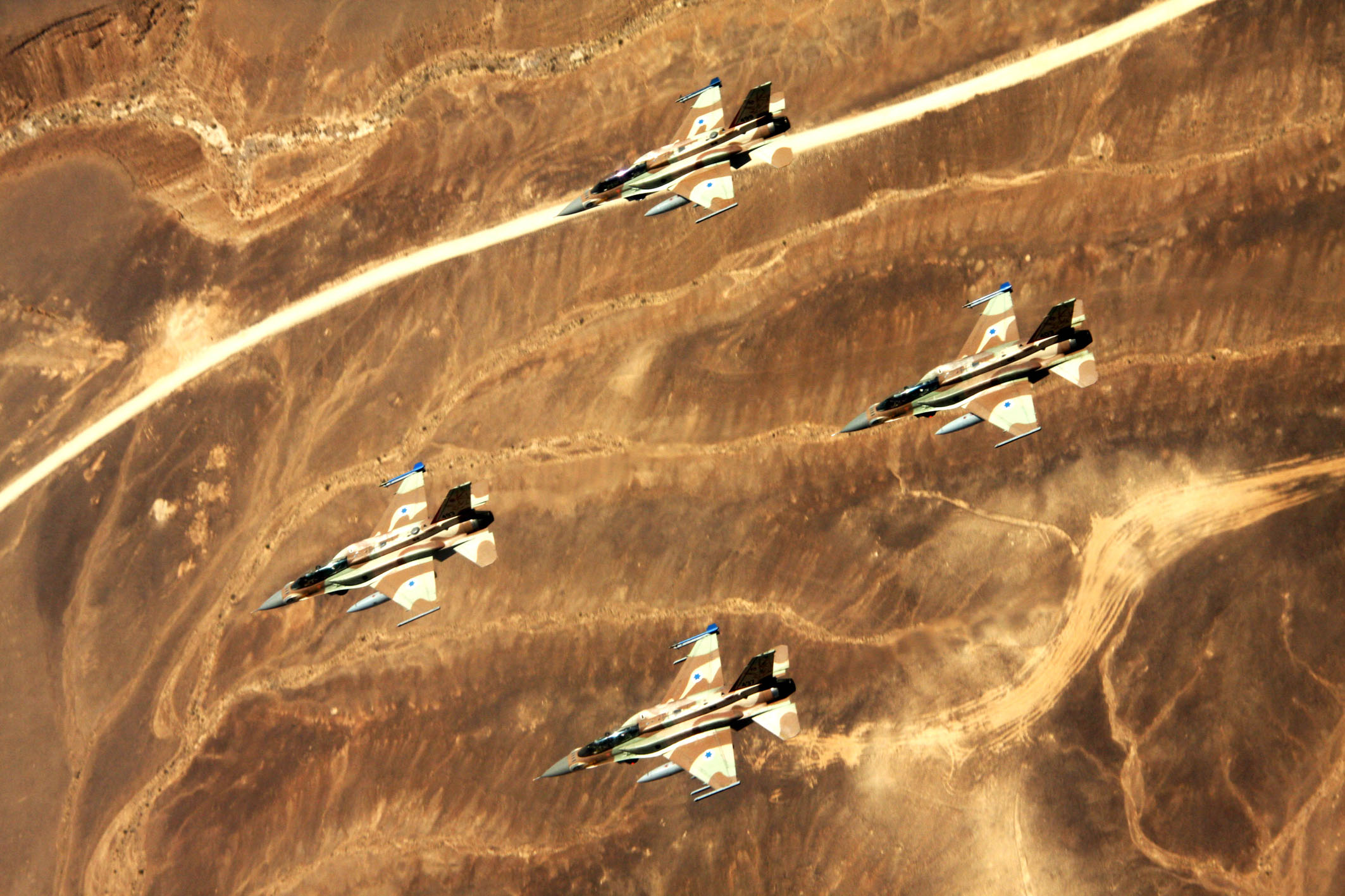
Caças F-16 da força aérea israelense durante comemorações do dia de independência do país.

Yom HaAtzmaut ou Dia da Independência de Israel (em: hebraico יום העצמאות) é o dia da declaração da Independência de Israel, e cujo feriado ocorre no dia 5 de Iyar (ele pode ser adiado ou adiantado para não cair no dia do shabat), que no ano de 1948 correspondeu a 14 de Maio, dia no qual David Ben-Gurion declarou o fim do Mandato Britânico da Palestina e a fundação do Estado de Israel. Precede a este dia o dia de Yom Hazikaron, em memória dos soldados mortos e de vítimas de atentados terroristas.

## Comemorações oficiais
Esta data é comemorada com:
- A cerimônia oficial do governo de Israel no monte Hertzl em Jerusalém. Várias outras cerimônias são organizadas em quase todas as cidades.
- O governo promove um concurso de Tanach (a Bíblia judaica) para alunos de escolas judaicas de todo o mundo, e este é o dia dos finalistas.
- É realizada a grande parada das forças do exército no centro de Jerusalém.
- O Presidente de Israel entrega os prêmios de soldados exemplares neste dia.
- E o dia termina com a entrega dos Prêmios Israel nas áreas de ciência, cultura, religião e comunitária.

## Costumes
Como esta é uma comemoração nova, não existe ainda uma unicidade de costumes, porém existem atos que já estão se tornando tradição como:
- As ruas, carros e lugares públicos são enfeitados com bandeiras de Israel.
- No final das cerimônias noturnas são soltados fogos-de-artifício.
- Muitas bases do exército abrem suas portas a visitação e/ou expõem parte de seus armamentos e transportes.
- Grande parte da população Israelense sionista sai durante o dia para fazer churrasco nos parques públicos.
- As sinagogas do sionismo religioso promovem orações especiais deste dia.

## Yom Ha'atzmaut no Calendário Gregoriano
- 2025: 1 de maio
- 2026: 22 de abril
- 2027: 12 de maio

## Outros feriados e eventos de Israel
| Data                              | Nome em português                        | Nome local                   | Datas possíveis (calendário gregoriano) |
| --------------------------------- | ---------------------------------------- | ---------------------------- | --------------------------------------- |
| 1 de tishrei                      | Ano Novo                                 | ראש השנה Rosh Hashaná        | Entre 6 de setembro e 5 de outubro      |
| 10 de tishrei                     | Dia do Perdão                            | יום כיפור Yom Kipur          | Entre 15 de setembro e 14 de outubro    |
| 15 de tishrei                     | Festa das Cabanas/Festa dos Tabernáculos | סוכות Sucot                  | Entre 20 de setembro e 19 de outubro    |
| 22 de tishrei                     | Reunião do Oitavo Dia                    | שמיני עצרת Shemini Atzeret   | Entre 27 de setembro e 26 de outubro    |
| 25 de kislev                      | Festival das Luzes (primeiro dia)        | חנכה Chanucá                 | Entre 27 de novembro e 26 de dezembro   |
| 14 de adar (15 em alguns lugares) | Lembrança da vitória de Ester            | פּוּרִים Purim                  | Entre 25 de fevereiro e 26 de março     |
| 15 de nissan                      | Páscoa (primeiro dia)                    | פסח Pessach                  | Entre 27 de março e 25 de abril         |
| 21 de nissan                      | Páscoa (sétimo e último dia)             | פסח Pessach                  | Entre 2 de abril e 1 de maio            |
| 27 de nissan                      | Dia da Lembrança do Holocausto           | יום השואה Yom HaShoá         | Entre 8 de abril e 7 de maio            |
| 4 de iar                          | Dia de Lembrança dos Soldados Caídos     | יום הזכרון Yom HaZikaron     | Entre 15 de abril e 14 de maio          |
| 28 de iar                         | Dia de Jerusalém                         | יום ירושלים Yom Yerushalayim | Entre 9 de maio e 7 de junho            |
| 6 de sivan                        | Festa das Colheitas (Pentecostes)        | שבועות Shavuot               | Entre 16 de maio e 14 de junho          |